# Cvijet lešina
Cvijet lešina (lat. Rafflesia arnoldii), jedna od 31 priznate vrste iz porodice Rafflesiaceae, red malpigijolike. Ova vrsta koja raste na otocima Sumatra i Borneo poznata je po tome što ima jedan od najvećih cvjetova na svijetu, s prečnikom koji može biti veći od jednog metra. Zbog toga što cvijet te biljke ispušta neugodan miris po pokvarenom mesu, prozvana je cvijet lešina. Uloga smrada kojeg ispušta je da privlači kukce zbog oprašivanja. Rafflesia arnoldii procvjeta samo jednom godišnje, i to između kolovoza i listopada, a dva tjedna nakon što procvjeta uvene.
Cvijet lešina je parazit bez korijena i listova koja može preživjeti samo uz pomoć tetrastigme, penjačice iz porodice Vitaceae.